# منطقة باربهاني
باربهاني رمزها «PA» (بالإنجليزية: Parbhani)‏ ، هو تقسيم إداري لدولة الهند تتبع ولاية ماهاراشترا (بالإنجليزية: Maharashtra)‏ ، مركزها هو مدينة باربهاني (بالإنجليزية: Parbhani)‏ عدد سكانها حسب تعداد سنة 2001 هو 1,491,109 ، مساحتها 6,511 كم² وكثافة السكان 229 لكل كم² .

## المناخ
يظهر الجدول التالي التغييرات المناخية على مدار السنة لمنطقة باربهاني:
| البيانات المناخية لـمنطقة باربهاني                                       | البيانات المناخية لـمنطقة باربهاني | البيانات المناخية لـمنطقة باربهاني | البيانات المناخية لـمنطقة باربهاني | البيانات المناخية لـمنطقة باربهاني | البيانات المناخية لـمنطقة باربهاني | البيانات المناخية لـمنطقة باربهاني | البيانات المناخية لـمنطقة باربهاني | البيانات المناخية لـمنطقة باربهاني | البيانات المناخية لـمنطقة باربهاني | البيانات المناخية لـمنطقة باربهاني | البيانات المناخية لـمنطقة باربهاني | البيانات المناخية لـمنطقة باربهاني | البيانات المناخية لـمنطقة باربهاني |
| الشهر                                                                    | يناير                              | فبراير                             | مارس                               | أبريل                              | مايو                               | يونيو                              | يوليو                              | أغسطس                              | سبتمبر                             | أكتوبر                             | نوفمبر                             | ديسمبر                             | المعدل السنوي                      |
| ------------------------------------------------------------------------ | ---------------------------------- | ---------------------------------- | ---------------------------------- | ---------------------------------- | ---------------------------------- | ---------------------------------- | ---------------------------------- | ---------------------------------- | ---------------------------------- | ---------------------------------- | ---------------------------------- | ---------------------------------- | ---------------------------------- |
| الدرجة القصوى °م (°ف)                                                    | 36.0 (96.8)                        | 38.2 (100.8)                       | 41.1 (106.0)                       | 44.5 (112.1)                       | 45.0 (113.0)                       | 44.2 (111.6)                       | 38.1 (100.6)                       | 35.0 (95.0)                        | 36.1 (97.0)                        | 36.1 (97.0)                        | 35.0 (95.0)                        | 34.0 (93.2)                        | 38.4 (101.1)                       |
| متوسط درجة الحرارة الكبرى °م (°ف)                                        | 28.0 (82.4)                        | 32.0 (89.6)                        | 35.6 (96.1)                        | 38.4 (101.1)                       | 39.6 (103.3)                       | 33.0 (91.4)                        | 30.1 (86.2)                        | 29.4 (84.9)                        | 30.7 (87.3)                        | 31.6 (88.9)                        | 30.0 (86.0)                        | 28.0 (82.4)                        | 32.3 (90.1)                        |
| متوسط درجة الحرارة الصغرى °م (°ف)                                        | 11.8 (53.2)                        | 14.9 (58.8)                        | 18.7 (65.7)                        | 22.3 (72.1)                        | 24.6 (76.3)                        | 24.0 (75.2)                        | 22.8 (73.0)                        | 22.2 (72.0)                        | 21.8 (71.2)                        | 19.0 (66.2)                        | 14.7 (58.5)                        | 11.5 (52.7)                        | 18.9 (66.0)                        |
| أدنى درجة حرارة °م (°ف)                                                  | 3.0 (37.4)                         | 5.9 (42.6)                         | 9.6 (49.3)                         | 14.8 (58.6)                        | 17.1 (62.8)                        | 18.2 (64.8)                        | 17.9 (64.2)                        | 18.1 (64.6)                        | 15.0 (59.0)                        | 9.1 (48.4)                         | 6.8 (44.2)                         | 2.7 (36.9)                         | 2.7 (36.9)                         |
| الهطول مم (إنش)                                                          | 5.7 (0.22)                         | 4.6 (0.18)                         | 12.5 (0.49)                        | 7.0 (0.28)                         | 19.2 (0.76)                        | 157.8 (6.21)                       | 238.4 (9.39)                       | 265.4 (10.45)                      | 184.9 (7.28)                       | 74.6 (2.94)                        | 13.8 (0.54)                        | 12.5 (0.49)                        | 996.4 (39.23)                      |
| متوسط الأيام الممطرة                                                     | 0.4                                | 0.4                                | 0.8                                | 0.8                                | 1.8                                | 8.8                                | 10.8                               | 11.2                               | 8.9                                | 3.2                                | 0.8                                | 0.7                                | 48.6                               |
| المصدر: India Meteorological Department (record high and low up to 2010) |                                    |                                    |                                    |                                    |                                    |                                    |                                    |                                    |                                    |                                    |                                    |                                    |                                    |